# Прутинг
Прутинг (њем. Prutting) општина је у њемачкој савезној држави Баварска. Једно је од 46 општинских средишта округа Розенхајм. Према процјени из 2010. у општини је живјело 2.473 становника. Посједује регионалну шифру (AGS) 9187163.

## Географски и демографски подаци
Прутинг се налази у савезној држави Баварска у округу Розенхајм. Општина се налази на надморској висини од 496 метара. Површина општине износи 16,2 km². У самом мјесту је, према процјени из 2010. године, живјело 2.473 становника. Просјечна густина становништва износи 152 становника/km².